# Wringinanom (Sambit)
Wringinanom is een bestuurslaag in het regentschap Ponorogo van de provincie Oost-Java, Indonesië. Wringinanom telt 5495 inwoners (volkstelling 2010).